# Жерздева, Эльмира Сергеевна
Эльмира Сергеевна Же́рздева (6 марта 1936, Болохово, Тульская область — 18 мая 2023, Москва) — советская и российская певица, заслуженная артистка Российской Федерации (1992), дипломант II Всероссийского конкурса артистов эстрады.

## Творчество
Родилась 6 марта 1936 года в посёлке Болохово Киреевского района Тульской области. Петь начала в школе, по окончании которой, по совету прослушавшей её Надежды Обуховой, поступила в Музыкальное училище при Московской консерватории.
С 1958 года работала в Оперном хоре Всесоюзного радио, а затем в филармоническом отделе Москонцерта в качестве солистки-вокалистки. С 1962 года работала в эстрадном отделе Москонцерта. Гастролировала по стране и за рубежом с сольной программой старинных романсов. В 1967 году выступала на «ЭКСПО-67» в Канаде, в 1970 году — на «ЭКСПО-70» в Японии. Принимала участие в международных телевизионных программах в Румынии, Польше, Чехословакии как представитель СССР. На протяжении ряда лет выступала с аккомпаниатором Борисом Мандрусом
В Фонд радио записано много русских народных песен и старинных романсов, а также эстрадных песен в её исполнении. Вместе с Олегом Анофриевым, Анатолием Гороховым и Муслимом Магомаевым участвовала в озвучивании культовых советских мультфильмов «Бременские музыканты» и «По следам бременских музыкантов».
C 2008 года не выходила на сцену. В последний раз выступила на концерте памяти пианиста Давида Ашкенази, с которым много работала.
Скончалась 18 мая 2023 года. Прах захоронен на Митинском кладбище.

## Личная жизнь
Муж — Владимир Панов, баянист. Дочь Ольга Владимировна (род. 1976). Внук Сергей (род. 1999) и внучка Татьяна (род. 2004).

## Фильмография
- 1969 — Бременские музыканты — Принцесса
- 1971 — Достояние республики — вокал, ария (нет в титрах)
- 1971 — Алло, Варшава!
- 1973 — По следам бременских музыкантов — Принцесса